# خولیو بارابس
خولیو بارابس (انگلیسی: Julio Barrabes؛ زادهٔ ۱۴ اوت ۱۹۸۸) بازیکن فوتبال است.